# UEFA Europa League kvalifikationsfase og playoffrunde 2018-19
UEFA Europa League kvalifikationsfase og playoffrunde 2018-19 begyndte den 26. juni og sluttede den 30. august 2018. 
I alt deltog 178 hold deltog i kvalifikationskampene i UEFA Europa League 2018-19 , som omfatter kvalifikationsfasen og playoffrunden  med 35 hold i Mestervejen og 143 teams i Hovedvejen. De 21 vindere i playoff-runden (8 fra Mestervejen, 13 fra Hovedvejen) avancerede til gruppestadiet for at deltage med de 17 hold, der kom ind i gruppespillet, de seks tabere i Champions League-playoffrunden (4 fra Mestervejen, 2 fra Ligavejen ) og de fire Ligavejen-taberne i Champions League tredje kvalificerede runde.

## Indledende runde
Lodtrækningen til den indledende runde fandt sted den 12. juni 2019 klokken 13:00 CEST.

### Seedning
I alt deltog 14 hold i den indledende runde. Syv hold var seedet og syv var useedet. Hold fra samme forbund kunne ikke trækkes som modstandere.
| Seedet                                                                             | Useedet                                                                                    |
| ---------------------------------------------------------------------------------- | ------------------------------------------------------------------------------------------ |
| - Birkirkara - Trakai - Europa - B36 Tórshavn - Folgore - Bala Town - Gżira United | - Cefn Druids - Sant Julià - KÍ Klaksvík - St Joseph's - Engordany - Prishtina - Tre Fiori |

### Kampe
| Hold 1       | Samlet      | Hold 2       | 1. kamp | 2. kamp   |
| ------------ | ----------- | ------------ | ------- | --------- |
| Europa       | 1–6         | Prishtina    | 1–1     | 0–5       |
| Sant Julià   | 1–4         | Gżira United | 0–2     | 1–2       |
| Engordany    | 3–2         | Folgore      | 2–1     | 1–1       |
| B36 Tórshavn | 2–2 (4–2 p) | St Joseph's  | 1–1     | 1–1 (efs) |
| Birkirkara   | 2–3         | KÍ Klaksvík  | 1–1     | 1–2       |
| Tre Fiori    | 3–1         | Bala Town    | 3–0     | 0–1       |
| Cefn Druids  | 1–2         | Trakai       | 1–1     | 0–1       |